# Ioan Ciosescu
Ioan Ciosescu (n. 8 aprilie 1935 – d. 15 februarie 2014) a fost un fotbalist român. A fost golgeter în sezoanele de Divizia A 1955 cu 18 de goluri și Divizia A 1957-1958 cu 21 de goluri pentru echipa Știința Timișoara.

## Istoric
Odată cu începutul studiilor medicale, „Ciosi” s-a mutat la Știința Timișoara în Divizia A în 1954, pentru care a marcat primul său gol direct în meciul de debut cu Jiul Petroșani. Până la sfârșitul sezonului a fost unul dintre cei mai precisi atacanți centrali din campionat, cu douăsprezece goluri în acest sezon fiind printre primii cinci marcatori. În sezonul următor 1955, când a fost alături de Constantin Dinulescu a format cel mai prolific duo de atacanți din campionatul României pentru Știința Timișoara, a avut și mai mult succes și a fost pentru prima dată golgheter în Divizia A cu un gol mai mult decât coechipierul său. Doi ani mai târziu 1957–58, a fost din nou încoronat golgheter cu 21 de goluri,depășindu-și jucătorul de echipă, Dinulescu, și Ozon, de la Dinamo și a dat un assist la golul de 1-0 cu care a câștigat primul titlu al clubului din istorie împotriva FC Progresul București cu un gol al lui Petre Cadariu în finala Cupa României.
După terminarea studiilor în 1958, Ciosescu a fost transferat la Constanța, unde a jucat la Farul Constanța până în 1964. În cei patru ani pentru Știința Timișoara marcase 67 de goluri în 99 de meciuri de ligă în prima ligă a României.
La 50 de ani de la triumful cupei cu Știința Timișoara, Ciosescu a fost numit cetățean de onoare al municipiului Timișoara în august 2008 alături de ceilalți jucători care câștigaseră titlul și antrenorul Dincă Schileru.  
„Succesele acestei echipe studenților sunt inseparabile de Ciosescu, care a fost principalul pericol pentru portarul fiecărei echipe. Mulți spun că Ciosescu ar fi știut să înscrie chiar și cu ochii închiși. Desigur, nu vom fi pe deplin de acord, dar trebuie să recunoaștem că există multe lucruri reale în asta. Fostul atacant central al lui Știința (Politehnica de astăzi) a avut un simț uriaș al golului, pe care niciunul dintre actualii atacanți timișoreni nu o poate adăuga ca atare calitate. Putea să marcheze din orice poziție”, după cum menționa Iosif Dudaș în „Timișoara – leagănul fotbalului românesc”.
Ioan Ciosescu s-a stins din viață pe 15 februarie 2014, la vârsta de 78 de ani. 